# Anita Bay Bundegaard
Anita Bay Bundegaard (født 31. oktober 1963) er en tidligere dansk politiker (Radikale Venstre) og minister. Hun var i en årrække redaktør på Politiken, men arbejder nu som direktør for Save the Children (Red Barnet) i Geneve.

## Biografi
Anita Bay Bundegaard er født i Tejn og blev student fra Rønne Statsskole i 1983. Herefter studerede hun engelsk og spansk på Københavns Universitet og Handelshøjskolen i København.
Hun har arbejdet journalistisk som programmedarbejder i DR-Rønne 1994-96, som redaktør af Højskolebladet 1996-98 og som debatredaktør ved Politiken 1998-2000.
Allerede som helt ung meldte hun sig ind i Det Radikale Venstre, og hun var blandt andet studentermedhjælper for Bernhard Baunsgaard og Marianne Jelved. Hun blev opstillet for Det Radikale Venstre i 1994 i Ballerupkredsen og i 1998 i Bornholms Amtskreds. Desuden var hun kandidat ved valget til Europa-Parlamentet i 1994. Hun blev dog ikke valgt, og derfor var hun politisk helt ukendt, da hun ved regeringsomdannelsen 21. december 2000 blev minister for udviklingsbistand i Regeringen Poul Nyrup Rasmussen IV. Denne post holdt hun til regeringen gik af 27. november 2001.
Anita Bay Bundegaard vakte stor opsigt i en periode, hvor der var skarp debat om indvandringens omfang, ved i februar 2001 i et interview i Weekendavisen at efterlyse en måde de vestlige lande kunne håndtere problemet med såkaldte fattigdomsflygtninge, bl.a. ved at foreslå, at fattigdomsflygtninge burde kunnne få asyl i Danmark. Bundegaards udmelding blev prompte underkendt af daværende statsminister Poul Nyrup Rasmussen og Det Radikale Venstre. Hun fik u-landsjournalisternes hædersbevisning, Nairobi-prisen, i 2001 for sin indsats på posten.
Efter ministertiden blev Bundegaard rådgiver for UNHCR, FN's flygtninge-højkommisariat i Geneve. Fra 1. marts 2006 vendte hun tilbage til Politiken som redaktør af lederkollegiet (leder af den gruppe redaktører og journalister, der skriver avisens ledere).
Den 30. september 2008 blev hun udnævnt til kulturredaktør for Politiken.
Anita Bay Bundegaard er gift med journalist og forfatter Christian Bundegaard. I tidens løb har hun ud over ovennævnte også oversat bøger, blandt andet (sammen med sin mand) Den røde notesbog og andre sande historier af Paul Auster.

## Kontrovers om akademisk titel
I 2001 afsløres det, at Anita Bay Bundegaard ved flere lejligheder personligt har godkendt brugen af titlen cand.ling.merc på trods af, at hun aldrig har færdiggjort uddannelsen. I Marianne Jelveds debatbog "Radikale værdier i en forandret tid" beskrives Bay Bundegaards titel som cand.ling.merc., på trods af at Bay Bundegaard selv læste korrektur. Journalist Gerhardt Eriksen fra Jyllandsposten hævdede endvidere, at Bay Bundegaard selv havde angivet titlen i et interview med ham.